# Christisonia siamensis
Christisonia siamensis là loài thực vật có hoa thuộc họ Cỏ chổi. Loài này được Craib mô tả khoa học đầu tiên năm 1914.